# چولپان (شهرستان یانائولسکی، باشقیرستان)
چولپان (انگلیسی: Chulpan, Yanaulsky District, Republic of Bashkortostan) یک شهرک در شهرستان یانائولسکی استان باشقیرستان کشور روسیه است.